# Маній Ювенцій Тална
Ма́ній Юве́нцій Та́лна (лат. Manius Juventius Thalna; ? — 162 до н. е.) — політичний, державний та військовий діяч часів Римської республіки, консул 163 року до н. е.

## Життєпис
Походив з плебейського роду Ювенціїв. Син Тита Ювенція Тални. Про молоді роки немає відомостей. 
У 170 році до н. е. став народним трибуном. Під час своєї каденції притягнув до суду претора Гая Лукреція Галла за його дії під час Третьої Македонської війни. У 167 році до н. е. обрано претором-перегрінусом (у справах іноземців). Звернувся до народних зборів з пропозицією оголосити війну Родосу. Проте народні трибуни Марк Антоній та Марк Помпоній наклали вето на розгляд цієї пропозиції.
У 163 році до н. е. його обрано консулом разом з Тиберієм Семпронієм Гракхом. За наказом сенату рушив на придушення повстання на Корсиці. Під час цього загинув у битві 162 року до н. е.